# Eulasiopalpus gertschi
Eulasiopalpus gertschi là một loài ruồi trong họ Tachinidae.